# RRH Benbecula
Remote Radar Head Benbecula ou RRH Benbecula est une station radar de défense aérienne exploitée par la Royal Air Force. Elle est située à Cleitreabhal a'Deas, à 17 kilomètres de Lochmaddy sur North Uist dans les Hébrides extérieures de l'Écosse.
Le site radar était auparavant connu sous le nom de RAF Benbecula, le nom ayant été précédemment associé à un aérodrome de la RAF sur l'île et à une zone d'essais d'armes à proximité, connue aujourd'hui sous le nom de MOD Hebrides.

## Historique

### Premières années
Un aérodrome existait à Benbecula depuis 1936, date à laquelle Scottish Airways commença à exploiter ce que l’on appelait l’aérodrome de Balivanich, situé dans le coin nord-ouest de l’île.

### RAF Benbecula

#### Aérodrome
Entre 1941 et 1942, au cours de la Seconde Guerre mondiale, l’aérodrome est devenu la RAF Benbecula, sous le contrôle du commandement côtier de la Royal Air Force. Pendant cette période, des avions effectuaient des patrouilles dans l’Atlantique, protégeant les convois maritimes des sous-marins allemands. Ces missions étaient effectuées par le Lockheed Hudson et, plus tard, par les Boeing B-17 Flying Fortress et les Vickers Wellington.
Il est devenu plus tard le centre de contrôle du site de lancement des Hébrides à proximité.
À son apogée, la RAF Benbecula avait plusieurs milliers de soldats stationnés sur la base et sur plusieurs autres sites autour des îles.
Les unités suivantes étaient basées à l’aérodrome à un moment donné:
- No. 36 Squadron RAF (en)[2] ;
- No. 179 Squadron RAF (en)[3] ;
- No. 206 Squadron RAF (en)[4] ;
- No. 220 Squadron RAF (en)[5] ;
- No. 304 Squadron RAF (en)[6] ;
- No. 455 Squadron RAF (en)[7].

Après la Seconde Guerre mondiale, la base est devenu l’aérodrome de Benbecula, un aéroport civil desservant les Hébrides extérieures.

#### Station radar
Bien qu'il s'agisse maintenant d'un aérodrome civil, une présence militaire est restée et le nom de la RAF Benbecula a perduré lors de l'installation d'une station radar. Un centre de contrôle, faisant partie du système britannique de surveillance et de contrôle de l’air (ASACS), a été construit sur l’aérodrome qui le relie à la RRH Buchan, dans l’Aberdeenshire.
La station a été déclassée à la fin des années 1990 pour devenir un radar éloigné et la RAF s'est retirée du principal aérodrome de Benbecula. Initialement sous le commandement et le contrôle de la RRH Buchan, la responsabilité a été transférée à la RAF Boulmer dans le Northumberland en septembre 2004.
Benbecula a utilisé plusieurs types de radar jusqu'à ce que le Type 92 soit entré en service dans les années 1980. Le Type 92 a été remplacé en 2015 par un nouveau système Lockheed Martin AN / TPS-77. Le nouveau radar a été financé par des développeurs de parcs éoliens et a été installé afin de réduire l’impact des interférences causées par les éoliennes,,.

### Site de lancement
L’armée britannique était également très présente dans les Hébrides extérieures, exploitant une aire d’artillerie sur South Uist. Ce rôle a été confié à l'Agence d'évaluation et de recherche de la défense, qui reste sur les sites de Benbecula et de South Uist, collectivement connus sous le nom de MOD Hebrides.

## Opérations
Le radar recueille des données dans le cadre du système britannique de surveillance et de contrôle de l’air (ASACS) basé à la RAF Boulmer. De là, la station est surveillée et contrôlée pour contribuer à la création d'une image du trafic aérien en temps réel du Royaume-Uni,. Le site radar accueille également plusieurs types d’émetteurs VHF et UHF sol-air.
Le RRH Buchan assure sa disponibilité opérationnelle.